# マリア・マゾヴィエツカ
マリア・マゾヴィエツカ（ポーランド語：Maria mazowiecka, 1408/15年 - 1454年2月14日）は、ポメラニア＝ヴォルガスト＝スウプスク公ボギスラフ9世の妃。1446年から1149年までポメラニア公領の摂政をつとめた。

## 生涯
マリアはマゾフシェ公シェモヴィト4世とリトアニア大公アルギルダスの娘でポーランド王ヴワディスワフ2世ヤギウォの妹アレクサンドラの六女である。
1432年6月24日にポズナンにおいて、マリアはポメラニア＝ヴォルガスト＝スウプスク公ボギスラフ9世と結婚した。ボギスラフ9世は、デンマーク、ノルウェー、スウェーデンの王であるポメラニア公エーリヒの従兄弟で相続人に指定されていた。この結婚により、ボギスラフ9世とヴワディスワフ2世ヤギウォの間のドイツ騎士団に対する同盟関係が強化され、その結果、ドイツ騎士団は神聖ローマ帝国とつながっていた地を失った。このため、騎士団は結婚式を阻止しようとしたため、ボギスラフ9世は巡礼者のような服装でポズナンに到着しなければならなかった。
1446年12月7日に夫が亡くなった後、マリアは1449年まで夫の領地の摂政を務め、その後相続人である前王エーリヒが三王国から追放された後に公領の統治に戻った。
マリアは1454年2月14日に亡くなり、スウプスク城の礼拝堂に埋葬された。1788年の改修中にマリアの石棺が発見され、焼却された。

## 子女
- ゾフィア（1434年頃 - 1497年） - ポメラニア公エーリヒ2世と結婚
- アレクサンドラ（1437年頃 - 1451年10月17日[1][2]） - 1446年にアルブレヒト・アヒレス・フォン・ブランデンブルクと婚約
- 娘（1449年11月30日以前没）[3] - 早世